# Правдивая история (Лукиан)
«Правдивая история» (также «Правдивые истории», «Истинное происшествие»; др.-греч. Ἀληθῆ διηγήματα, Alēthē diēgēmata; лат. Vera Historia или Verae Historiae) — наиболее известное произведение Лукиана Самосатского, грекоязычного автора ассирийского происхождения, написанное 170-х годах. Считается первым известным художественным произведением, которое можно назвать научной фантастикой, включающей путешествия в космос, инопланетные формы жизни и межпланетные войны. Является сатирой на диковинные рассказы в античных источниках, которые выдавали фантастические или мифические события за истинные.
«Правдивая история» не вписывается в типичные литературные жанры: её многослойный сюжет и персонажи интерпретируются как научная фантастика, фэнтези, сатира, пародия и являются предметом научных дискуссий.

## Сюжет
Лукиан вместе с попутчиками отправляется в плавание через Геркулесовы столбы, но шторм отклоняет их от курса, и они прибывают к острову. На острове они обнаруживают реку вина, в которой плавают рыбы и медведи (это интерпретируется как указание на то, что Геракл и Дионис путешествовали к этому месту), и деревья, похожие на женщин. После оставления острова вихрь поднимает корабли в воздух и доставляет на Луну. Там они оказываются втянутыми в полномасштабную войну между царём Луны и царём Солнца за колонизацию Венеры. В обеих армиях участвуют причудливые гибридные формы жизни. Армии Солнца выигрывают войну, заслонив Луну и блокируя солнечный свет. Воюющие стороны заключают мирное соглашение. Затем Лукиан описывает жизнь на Луне, её отличия от земной.
По возвращении на Землю путешественников проглатывает гигантский кит длиной 320 км. Внутри него они обнаруживают множество племён, с которыми ведут войну и одерживают победу. Чтобы выбраться из кита, проглоченные разжигают костер и убегают через рот. Затем в своих путешествиях они обнаруживают молочное море, остров сыра и остров Блаженных. Там Лукиан встречает героев Троянской войны, мифических людей и животных, а также Гомера и Пифагора. Они находят наказанных грешников, худшие наказания несут авторы сочинений, включающих ложь и фантазии, в их числе историки Геродот и Ктесий.
Покинув остров Блаженных, они передают Калипсо письмо от Одиссея, в котором тот признаётся, что хотел бы остаться с ней ради вечной жизни. Затем они обнаруживают пропасть в океане, проплывают вокруг неё, открывают континент и решают его исследовать. Книга внезапно заканчивается пояснением Лукиана, в котором он обещает описать будущие приключения в последующих книгах.

## Анализ
Сатира

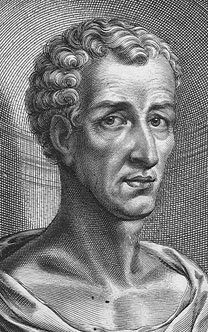
Лукиан. Гравюра Уильяма Фэйторна, XVII век

Лукиан задумал свое произведение как форму литературной критики, сатиры против современных и древних источников, цитирующих фантастические и мифические события как правду. Он упоминает рассказы Ктесия, Ямбула и Гомера и пишет: «Меня удивляет их предположение, что никто не заметит ложь». Многие персонажи и события «Правдивой истории» преувеличены до смешного, чтобы высмеять оригинальные рассказы. Как отмечает антиковед Б. П. Рирдон, «прежде всего это пародия на литературных лжецов, таких как Гомер и Геродот». В начале «Правдивой истории» Лукиан пишет, что она посвящена «вещам, которых я не видел, не испытывал и о которых не слышал ни от кого; более того, вещам, которые на самом деле не существуют и никогда не могут существовать. Поэтому мои читатели не должны верить ни одному моему слову». Этим он оправдывает название произведения: это единственная правдивая мифологическая история, поскольку она единственная признаёт, что всё в ней написанное является ложью. Лукиан обещает продолжение, но неизвестно, существовало ли оно.
Научная фантастика
В отличие от некоторых антиковедов современные критики научной фантастики не рассматривают сатирические черты «истории» как несовместимые с современным понятием научной фантастики. Определяющий элемент науки можно найти в специфическом, но эффективном подходе Лукиана к выявлению ложных ценностей и ошибочных определений в современной философии, которые были общим местом науки того времени. Они указывают, что «Правдивая история» была написана в ответ на другую работу — «Невероятные приключения по ту сторону Туле» Антония Диогена, — которая также содержала элементы научной фантастики и главный герой которой также достиг Луны. Было отмечено отчуждённое ощущение повествования как определяющего элемента научной фантастики:
...Правдивая история может рассматриваться как научная фантастика, потому что Лукиан часто достигает того чувства «когнитивного отдаления», которое Дарко Сувин определил как общий характерный признак научной фантастики, такое как описание других миров, не похожих на наш, но понятный с точки зрения общих знаний
.
Согласно Гривеллу, чьё определение научной фантастики фокусируется на борьбе между высшими и низшими формами жизни, часть повествования, которая определяет её как научную фантастику, а не как фантазию или художественную выдумку, это битва Лукиана и его попутчиков за право на территорию и колонизацию:
Царь обитателей Солнца, Фаэтон, — сказал  король Луны Эндимион, — воюет с нами уже долгое время. Однажды я собрал самых бедных людей в своем царстве и решил основать колонию на Утренней звезде, которая была пуста и необитаема. Фаэтон из зависти сорвал колонизацию, встретив нас на полпути во главе своих драгун. Мы были побеждены, так как не были ровней им в силе и отступили. Однако теперь я снова желаю начать войну и основать колонию
.
Подытоживая, в повести обнаруживаются типичные темы и топосы научной фантастики:
- путешествие в космос,
- встреча с инопланетными формами жизни, в том числе опыт первого контакта,
- межпланетная война и империализм,
- колонизация планет,
- искусственная атмосфера,
- жидкий воздух,
- отражающий телескоп,
- мотивы гигантизма,
- существа как результат человеческих технологий (тема роботов),
- миры, подчиняющиеся альтернативным законам физики,
- чёткое стремление протагониста к исследованиям и приключениям.

Среднюю позицию занимает английский критик Кингсли Эмис, который признает одновременно научно-фантастический и сатирический характер «Правдивой истории»:
Я только замечу, что бодрость и изысканность «Правдивой истории» заставляет читать её как шутку в контексте почти всей ранней современной научной фантастики, написанной между 1910 и 1940 годами.
Оригинальный текст (англ.)I will merely remark that the sprightliness and sophistication of True History make it read like a joke at the expense of nearly all early-modern science fiction, that written between, say, 1910 and 1940.
Современные эквиваленты, сочетающие одновременно научную фантастику и пародию, могут быть найдены в «Микромегасе» Вольтера и работах Дугласа Адамса.
В дополнение к вышесказанному, в книге выражена идея пересечь Атлантику и исследовать земли по другую сторону — почти за 1400 лет до Колумба.